# 8649 Juglans
8649 Juglans eller 1989 SS2 är en asteroid i huvudbältet som upptäcktes den 26 september 1989 av den belgiske astronomen Eric W. Elst vid La Silla-observatoriet. Den är uppkallad efter Valnötssläktet.
Asteroiden har en diameter på ungefär 3 kilometer.